# István Juhász
István Juhász (Budapest, 17 luglio 1945 – Budapest, 16 settembre 2024) è stato un calciatore ungherese, di ruolo centrocampista.

## Palmarès

### Club

#### Competizioni nazionali
- Campionato ungherese: 3

Ferencvaros: 1964, 1967, 1968
- Coppa d'Ungheria: 4

Ferencvaros: 1957-1958, 1971-1972, 1973-1974, 1975-1976

#### Competizioni internazionali
- Coppa delle Fiere: 1

Ferencvaros: 1964-1965

### Nazionale
- Oro olimpico: 1

Città del Messico 1968